# Teruel MRL
Teruel MRL je višecijevni raketni sustav napravljen u Španjolskoj srednjih 1970-ih. Prva verzija nazvana je Teruel 1. Poslije originalne verzije napravljene su i Teruel 2 i Teruel 3 koji je ušao u službu u španjolskoj vojsci ranih 1980-ih. Oko 100 ovakvih sustava je napravljeno za potrebe španjolske vojske. Mali broj primjeraka je izvezen u Gabon. 
Teruel 3 je baziran na Pegaso 3055 6x6 kamionu. Vozilo pokreće dizelski motor snage 220 KS. Kamion ima i oklopljenu kabinu koja pruža zaštitu od paljbe iz oružja malog kalibra. Lanser se sastoji od 40 lansirnih cijevi za 140,5 mm rakete. Standardna raketa je duljine 2,04 m i teži 56 kg. Domet rakete je 18 km. Raketa s povećanim dometom je duljine 3,23 m i teži 76 kg. 